# 366689 Rohrbaugh
366689 Rohrbaugh este o planetă minoră (asteroid) din centura de asteroizi. A fost descoperită pe 27 septembrie 2003 la Observatorul Național Kitt Peak de Spacewatch. 
Obiectul prezintă o orbită caracterizată de o semiaxă mare de 2,3012053145224 UAi, o excentricitate de 0,13, o înclinație de 3,4 ° în raport cu ecliptica.